# Margaret Domka
Margaret Domka (1979. augusztus 13. –) amerikai női nemzetközi labdarúgó-játékvezető. Polgári foglalkozása a spanyol nyelv tanára.	

## Pályafutása
Játékvezetésből, zsebpénzének biztosítása miatt  1992-ben vizsgázott. Az NASL Játékvezető Bizottságának (JB) minősítésével 2006-tól országos, az Amerikai Labdarúgó-szövetség (USSF), a Női Liga (WUSA), a Futball Egyesülete (WPS), a Liga Serie, majd 2007-től a Nemzeti Női Labdarúgó Liga (NWSL) profi játékvezetője. 2014-től a W-League Championship bírója. A W-League az Egyesült Államokban és Kanadában a legmagasabb szintű női labdarúgó bajnokság. Küldési gyakorlat szerint rendszeres tartalék, 4. játékvezetői tevékenységet is végez. Vezetett kupadöntők száma: 1.
A 2014 National Women's Soccer League season döntő mérkőzésére kapott küldést.
| Időpont             | Helyszín                 | Mérkőzés típusa | Mérkőzés                        | Eredmény | Nézők száma |
| ------------------- | ------------------------ | --------------- | ------------------------------- | -------- | ----------- |
| 2014. augusztus 31. | Starfire Sports, Tukwila | döntő           | Seattle Reign FC–FC Kansas City | 1 – 2    | 4252        |

A Amerikai labdarúgó-szövetség JB terjesztette fel nemzetközi játékvezetőnek, a CONCACAF JB tagja, a Nemzetközi Labdarúgó-szövetség (FIFA) 2009-től tartja nyilván bírói keretében. A FIFA JB 2007–2009 között az asszisztensi keretében tartotta nyilván.  A FIFA JB központi nyelvei közül a angolt és a spanyolt beszéli. Több nemzetek közötti válogatott (Női labdarúgó-világbajnokság, Algarve-kupa), valamint klubmérkőzést vezetett, vagy működő társának 4. bíróként illetve alapvonalbíróként segített. Amerika 10. FIFA bírója, egyben a 3. női játékvezető.
A 2012-es U20-as női labdarúgó-világbajnokságon, illetve a 2014-es U20-as női labdarúgó-világbajnokságon a FIFA JB hivatalnokként vette igénybe.
| Időpont             | Helyszín                        | Mérkőzés típusa              | Mérkőzés                                             | Eredmény | Nézők száma |
| ------------------- | ------------------------------- | ---------------------------- | ---------------------------------------------------- | -------- | ----------- |
| 2012. augusztus 26. | Urawa Komaba Stadion, Szaitama  | csoportmérkőzés (B. csoport) | Brazília–Olaszország                                 | 1 – 1    | 2511        |
| 2012. augusztus 26. | Olimpiai Stadion, Tokió         | csoportmérkőzés (A. csoport) | Svájc–Japán                                          | 0 – 4    | 16 914      |
| 2012. augusztus 31. | Urawa Komaba Stadion, Szaitama  | egyik negyeddöntő            | Németország–Norvégia                                 | 4 – 0    | 38 000      |
| 2012. szeptember 8. | Nemzeti Olimpiai Stadion, Tokió | bronzmérkőzés                | Nigéria–Japán U20-as női labdarúgó-válogatott        | 1 – 2    | 38 000      |
| 2014. augusztus 9.  | Városi Stadion, Moncton         | csoportmérkőzés (C. csoport) | Dél-Korea–Nigériai U20-as női labdarúgó-válogatott   | 1 – 2    | 4636        |
| 2014. augusztus 13. | Commonwealth Stadion, Edmonton  | csoportmérkőzés (D. csoport) | Paraguay–Franciaország                               | 0 – 3    | 7301        |
| 2014. augusztus 20. | Városi Stadion, Moncton         | egyik elődöntő               | Észak-Korea–Nigériai U20-as női labdarúgó-válogatott | 2 – 6    | 4871        |

A 2015-ös női labdarúgó-világbajnokságon a FIFA JB bíróként alkalmazta. A FIFA JB 2015 márciusában nyilvánosságra hozta annak a 29 játékvezetőnek (22 közreműködő valamint 7 tartalék, illetve 4. bíró) és 44 asszisztensnek a nevét, akik közreműködhettek Kanadában a női labdarúgó-világbajnokságon. A kijelölt játékvezetők és asszisztensek 2015. június 26-án Zürichben, majd két héttel a világtorna előtt Vancouverben vettek rész továbbképzésen, egyben végrehajtották a szokásos elméleti és fizikai Cooper-tesztet. Selejtező mérkőzéseket a CONCACAF zónában vezetett. Világbajnokságon vezetett mérkőzéseinek száma: 1.
| Időpont           | Helyszín                        | Mérkőzés típusa                     | Mérkőzés                  | Eredmény |        |
| ----------------- | ------------------------------- | ----------------------------------- | ------------------------- | -------- | ------ |
| 2014. október 18. | Toyota Park Stadion, Bridgeview | (2015 vb) előselejtező (B. csoport) | Costa Rica–Jamaica        | 1 – 1    |        |
| 2015. június 11.  | TD Place Stadion, Ottawa        | csoportmérkőzés (B. csoport)        | Elefántcsontpart–Thaiföld | 2 – 3    | 18 987 |

A 2012-es Algarve-kupa, valamint a 2013-as Algarve-kupa labdarúgó tornán a FIFA JB játékvezetőként vette igénybe szolgálatát. 
| Időpont           | Helyszín                                      | Mérkőzés típusa              | Mérkőzés                                                      | Eredmény | Nézők száma |
| ----------------- | --------------------------------------------- | ---------------------------- | ------------------------------------------------------------- | -------- | ----------- |
| 2012. február 29. | Municipal Stadion, Vila Real de Santo António | csoportmérkőzés (A. csoport) | Svédország–Kína                                               | 1 – 0    | 207         |
| 2012. március 5.  | Algarve Stadion, Faro                         | csoportmérkőzés (C. csoport) | Portugália–Észak-Írország                                     | 2 – 1    |             |
| 2012. március 7.  | Algarve Stadion, Faro                         | döntő                        | Németország–Japán                                             | 4 – 3    | 500         |
| 2013. március 8.  | Bela Vista Stadion, Parchal                   | csoportmérkőzés (A. csoport) | Német női labdarúgó-válogatott–Japán női labdarúgó-válogatott | 2 – 1    | 500         |
| 2013. március 11. | Algarve Stadion, Faro                         | csoportmérkőzés (C. csoport) | Portugál női labdarúgó-válogatott–Mexikó                      | 0 – 3    |             |

A Nemzetközi Labdarúgás-történeti és -statisztikai Szövetség (International Federation of Football History & Statistics) (IFFHS) a 2014-es év szakmai eredményessége alapján az év tíz legjobb női labdarúgó-játékvezetője közé rangsorolta. 2014-ben Carina Vitulano mögött a 6. helyen végzett.